# Sven Meyer (Künstler)

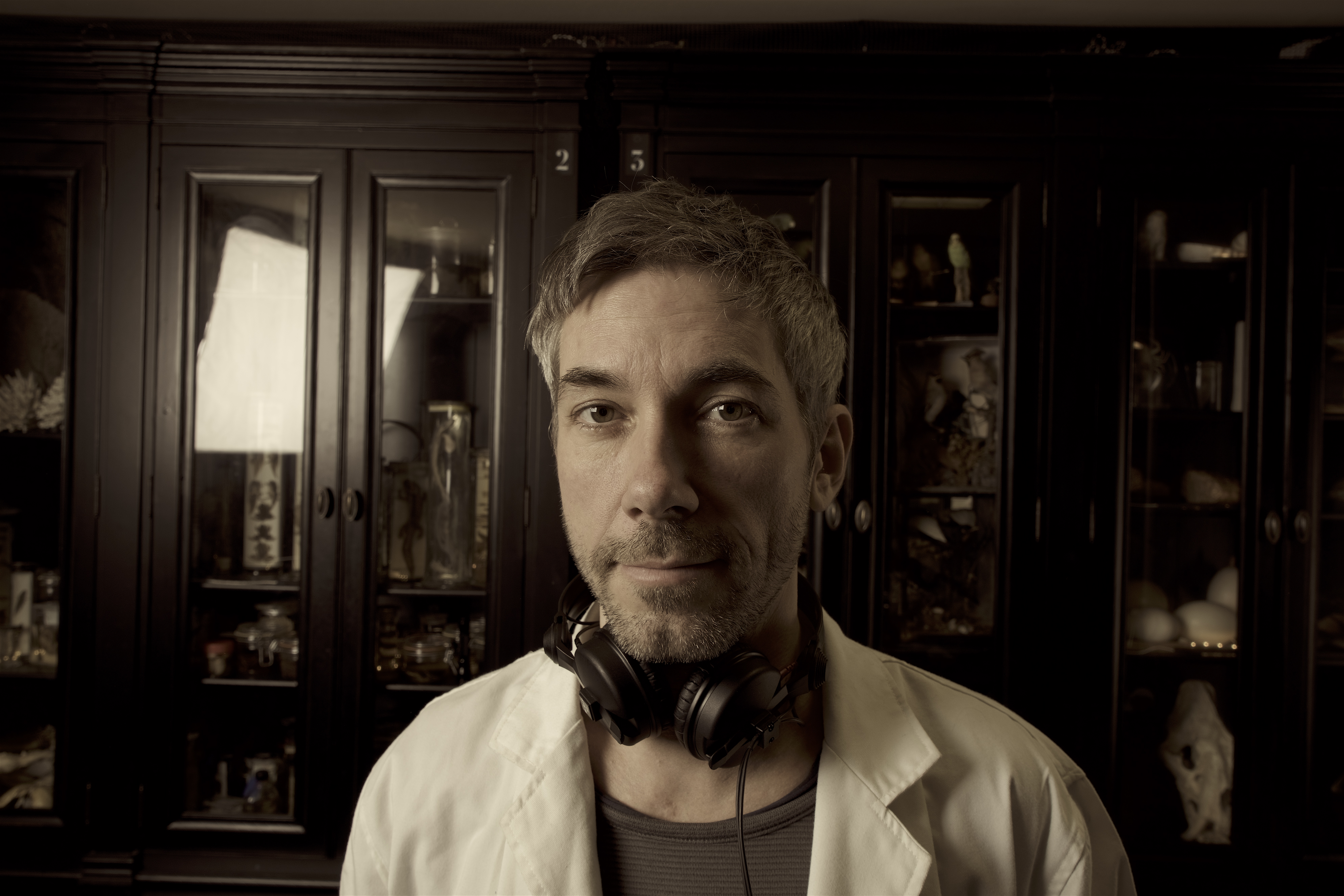
Sven Meyer / Kymat

Sven Meyer (geb. 1970 in Hamburg) ist ein deutscher Künstler, Musikproduzent und Festival-Organisator. Er ist durch Wasser-Klang-Bilder bekannt geworden, die er als Kymatik bezeichnet.

## Werdegang
Meyer begann seine Karriere als Praktikant seines Verwandten, des Malers Horst Janssen. Die Zeit wurde in dem Film Janssen: Ego, eine Dokumentation zu dessen 60. Geburtstag, festgehalten. Meyer wechselte die künstlerische Richtung und begann mit unterschiedlichen Musikprojekten wie Graine Gretsches (als Vorband von Slash’s Snakepit) und Tranceformation (diverse Konzerte auf der Voov Experience & Fusion Festival). Es folgte mit dem Projekt „DJ Kekse“ ein Programm für Kinder. Meyer eröffnete 1993 den Highway Headshop in Hamburg-Eimsbüttel, setzte sich für die Legalisierung von Hanf ein und organisierte die Veranstaltung Hamburger Hanffest. 2005 gründete Meyer das Label „Elfenmaschine“ und eröffnete 2009 im Hamburger Karoviertel sein eigenes Tonlabor „Elbhall“. Er produziert dort für Werbung und Filmmusik. Seit 2012 organisiert Meyer das Yoga.Wasser.Klang Festival in Planten un Blomen. Mit Kim Pörksen entwickelte er die Installation „Sonic Water“ für den Photographers Playground, daraus entstand ein Projekt, das Klang im Wasser sichtbar macht (Kymatik) und den Namen Kymat (Eigenschreibweise KYMAT) trägt.

## Diskografie (Auswahl)
- 2008, Compilation von DJ Elbe, Sand Pauli
- 2009, das Debüt Album, Shanghai´D, DJ Elbe
- 2009, Junopilot, zusammen mit Jojo Büld
- 2010, Junopilot, “The Erotic Lives Of Women”
- 2011, Alle sind eins, Single, DJ Elbe & Mr. Bensen
- 2011, Do It, Single, DJ Elbe & Mr. Bensen
- 2012, Elbardolux, DJ Elbe
- 2016, Good Vibrations, KYMAT